# Augusto Bertaldi
Augusto Giovanni Battista Bertaldi (Alassio, 12 agosto 1810 – Soresina, 9 settembre 1887) è stato un generale italiano, decorato con la Croce di Ufficiale dell'Ordine militare di Savoia nel corso della seconda guerra d'indipendenza italiana.

## Biografia
Nacque ad Alassio, provincia di Genova, il 12 agosto 1810, figlio di Carlo e Maria Centurione Arruolato nell'Armata sarda come cadetto nei Cacciatori Piemontesi il 23 marzo 1828, il 23 febbraio 1831 era sottotenente d'ordinanza della Brigata Piemonte, e il 1 gennaio 1832 nel 2º Reggimento fanteria della Brigata Piemonte. nel 1841 era in servizio come tenente nel 4º Reggimento fanteria, allora al comando del colonnello Vittorio Garretti di Ferrere. Prese parte alla prima guerra d'indipendenza italiana nel 1848-1849. Combatte con il grado di capitano del 16º Reggimento fanteria, e ottenne una menzione onorevole al valor militare per il combattimento di Rivoli (22-24 luglio) e Volta Mantovana (25 luglio). Alla ripresa delle operazioni belliche nel 1849, combatte nella battaglia della Bicocca (23 marzo), venendo decorato con la medaglia d'argento al valor militare. Transitato nel Corpo dei bersaglieri nel 1850, a partire dal 6 settembre 1855 partecipò alla guerra di Crimea con il grado di maggiore comandante del 3º Battaglione della 3ª Brigata, 1ª Divisione. Qui il suo reparto si riunì al 1º Corpo d'armata dell'esercito francese, partecipando all'assalto del bastione di Malachoff (8 settembre). 
Allo scoppio della seconda guerra d'indipendenza italiana aveva il grado di luogotenente colonnello, al comando del 5º Battaglione bersaglieri. Partecipò alla battaglia di San Martino, rimanendo leggermente ferito, e gli viene conferita la Croce di Ufficiale dell'Ordine militare di Savoia (12 luglio 1859).
Il 15 settembre 1860 assunse il comando della Brigata Brescia del Corpo di fanteria, con il grado di maggiore generale. Nel 1866 fu nominato Comandante Superiore della Guardia Nazionale di Genova.
Ufficiale dell'Ordine dei Santi Maurizio e Lazzaro il 26 luglio 1867, fu nominato anche Ufficiale della Legion d'onore. Sposatosi con la signorina Giuseppa Lattuada di Bergamo, di cui rimase ben presto vedovo, la coppia ebbe due figlie. Si spense a Soresina,  in un'abitazione di via Teatro n. 12, il 9 settembre 1887, all'età di settantasette anni. La salma fu tumulata nel locale cimitero.

### Annotazioni
1. ↑  Secondo altre fonti Centurioni. Un suo fratello maggiore, Benedetto (nato a Genova il 2 febbraio 1802), sottotenente nella Brigata di Alessandria, rimase "compromesso" nei moti piemontesi del 1821. Il 29 maggio di quello stesso anno viene condannato a 4 mesi di carcere per la pessima condotta sua a Genova. In seguito si ritrovò destituito, degradato, e dichiarato inabile a qualsiasi regio servizio.

### Fonti
1. 1 2 3  Ilari, Shamà 2008, p. 72.
2. 1 2 3 4 5 6 7  Gazzetta Ufficiale del Regno d'Italia n. 219 del 17 settembre 1887, pag.226
3. ↑  Calendario pe' regii stati 1841, p. 313.
4. 1 2 3  Palmaverde 1861, p. 293.
5. ↑  Palmaverde 1861, p. 672.
6. ↑  Atto di morte n. 135/1887 del comune di Soresina.
7. ↑   Ordine militare d'Italia Bertoldi, Augusto, su quirinale.it, Quirinale. URL consultato l'11 luglio 2021.